# Der Kampf der Tertia
Pour les articles homonymes, voir Tertia.
Pour plus de détails, voir Fiche technique et Distribution.
Der Kampf der Tertia est un film allemand réalisé par Erik Ode, sorti en 1952.

## Synopsis
Sur une île des Wadden en mer du Nord, dans la petite ville côtière voisine de Boestrum, une classe composé uniquement de jeunes garçons sportifs va accueillir une jeune fille, Daniela, qui avec son tempérament va gagner le respect de ses condisciples.

## Fiche technique
- Titre : Der Kampf der Tertia
- Réalisation : Erik Ode
- Scénario : Werner Kortwich et Elly Rauch d'après le roman de Wilhelm Speyer
- Photographie : Arndt von Rautenfeld
- Musique : Herbert Windt
- Pays de production : Allemagne de l'Ouest
- Format : Noir et blanc - 1,37:1 - Mono
- Genre : drame
- Date de sortie : 1952

## Distribution
- Brigitte Rau : Daniela
- Wolfgang Jansen : Borst
- Horst Köppen : Knötzinger Jr.
- Gert Andreae : Alexander Kirchholtes
- Franz-Otto Krüger : Landrat Knötzinger
- Hans Stiebner : Biersack
- Adalbert Kriwat : Falk
- Alexander Hunzinger : le sergent de police Holzapfel
- Helmuth Rudolph : le directeur
- Rolf Weih : Dr Frey
- Günther Jerschke : Dr Grau
- Kurt Waitzmann : Schularzt
- Charles Brauer